# André Schulze
Pour les articles homonymes, voir Schulze.

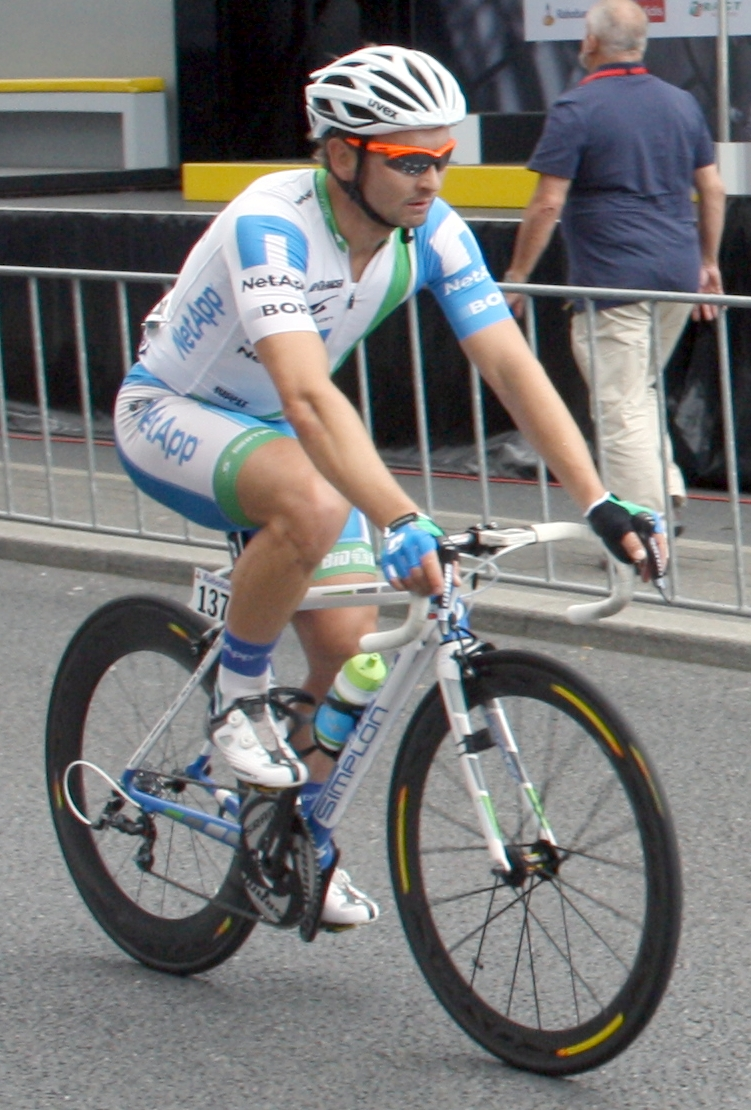
André Schulze lors de la World Ports Classic 2012.

André Schulze  est un coureur cycliste allemand né le 21 novembre 1974 à Görlitz. Il a été directeur sportif de l'équipe Bora-Hansgrohe entre 2014 et 2021.

## Palmarès
- 1998
  - Cottbus-Görlitz-Cottbus
- 1999
  - Cottbus-Görlitz-Cottbus
- 2001
  - 3e et 4e étapes du Bałtyk-Karkonosze Tour
- 2003
  - 3e étape du Circuit des Ardennes
  - 1re étape de la Flèche du Sud
  - 2e étape du Bałtyk-Karkonosze Tour
  - 1rea, 2e et 5e étapes du Tour de Brandebourg
- 2004
  - 1re, 2e et 5e étapes du Tour de Grèce
  - 1re et 4e étapes du Tour du Japon
  - 1re et 5e étapes du Tour de Tunisie
  - Bochum-Steinkuhl
  - 8e étape du Tour du Tour du lac Qinghai
- 2005
  - 4e étape du Cinturón a Mallorca
  - 3ea étape des Cinq anneaux de Moscou
  - Köln-Longerich
- 2006
  - 1re étape du Tour d'Indonésie
- 2007
  - 1re étape du Tour de Bavière
  - 2e étape du Tour du lac Qinghai
- 2008
  - 2e étape de Szlakiem Grodów Piastowskich
  - 1re et 6e étapes de la Course de Solidarność et des champions olympiques
- 2009
  - 3e étape du Tour de Turquie
- 2010
  - Mémorial Andrzeja Trochanowskiego
  - 4e étape du Szlakiem Grodów Piastowskich
  - 2e, 3e et 6e étapes de la Course de Solidarność et des champions olympiques
  - 2e du Miskolc GP
- 2011
  - Mémorial Andrzeja Trochanowskiego
  - Neuseen Classics - Rund um die Braunkohle
  - 2e étape de la Course de Solidarność et des champions olympiques
  - Prologue du Dookoła Mazowsza
- 2012
  - Neuseen Classics - Rund um die Braunkohle
  - 2e et 3e étapes de la Course de Solidarność et des champions olympiques
  - 2e du Trofeo Palma

## Classements mondiaux
| Année           | 2005 | 2006 | 2007 | 2008 | 2009 | 2010 | 2011 | 2012 |
| --------------- | ---- | ---- | ---- | ---- | ---- | ---- | ---- | ---- |
| UCI Asia Tour   |      | 141e | 41e  |      |      |      | 87e  |      |
| UCI Europe Tour | 382e | 550e | 366e | 102e | 119e | 56e  | 37e  | 13e  |